# Spasskaja (obwód kurski)
Spasskaja (ros. Спасская) – wieś (ros. деревня, trb. dieriewnia) w zachodniej Rosji, w sielsowiecie wołokonskim rejonu bolszesołdatskiego w obwodzie kurskim.

## Geografia
Miejscowość położona jest 6 km od centrum administracyjnego sielsowietu wołokonskiego (Wołokonsk), 15 km od centrum administracyjnego rejonu (Bolszoje Sołdatskoje), 57 km od Kurska.

## Demografia
W 2010 r. miejscowość zamieszkiwały 53 osoby.